# Тагаев, Рашид Бакирович
Рашид Бакирович Тагаев (кирг. Рашид Бакирович Тагаев; 21 августа 1958 года, Киргизская ССР, Джалал-Абадская область, Сузакский район, село Октябрьское) -киргизский общественный и политический деятель, является выходцем из рода мундуз. Депутат ЖК КР III и IV созывов, председатель комитета по обороне, безопасности, правопорядку и противодействию коррупции. С 2016 года директор филиала ОсОО «Газпром Кыргызстан» по городу Ош, Ошской и Баткенской области.

## Образование
Изучал экономическую географию в Кыргызском Государственном Университете города Фрунзе. Закончил обучение в Высшей Школе МВД СССР в городе Горький и в юридическом факультете Кыргызского Государственного Национального Университета(г. Бишкек).

## Трудовая деятельность
- 1975—1976 гг. — Автодорожный техникум (г. Фрунзе);
- 1981—1982 гг. — Учитель средней школы № 3, г. Джалал-Абад;
- 1982—1984 гг. — Начальник планового отдела Джалал-Абадского консервного завода;
- 1984—1985 гг. — Ведущий специалист Министерства пищевой промышленности Киргизской ССР;
- 1985—1990 гг. — Оперуполномоченный, старший оперуполномоченный по особо важным делам Управления по борьбе с хищениями социалистической собственности Министерства внутренних дел Киргизской ССР;
- 1990—1991 гг. — Начальник отделения по борьбе с хищениями социалистической собственности Отдела внутренних дел Карасуйского района, Управления внутренних дел Ошской области;
- 1991—1995 гг. — Начальник отдела по борьбе с экономическими преступлениями и коррупцией Управления внутренних дел Джалал-Абадской области;
- 1995—1997 гг. — Первый заместитель начальника по оперативной работе Управления внутренних дел Джалал-Абадской области;
- 1997—1999 гг. — Начальник Управления внутренних дел Таласской области;
- 1999—2003 гг. — Начальник Управления внутренних дел Ошской области;
- 2003—2005 гг. — Начальник Управления внутренних дел Джалал-Абадской области;
- 2005—2007 гг. — Депутат Жогорку Кенеша Кыргызской Республики — Председатель комитета по обороне, безопасности, правопорядку и информационной политике[2].
- Председатель национального совета по борьбе с коррупцией Кыргызской Республики;
- Заместитель председателя постоянной комиссии Парламентской ассамблеи стран ОДКБ по вопросам обороны и безопасности;
- 2007—2010 гг. — Депутат Жогорку Кенеша Кыргызской Республики[3].

- Председатель комитета по безопасности, судебно-правовым вопросам и противодействию коррупции;
- Заместитель председателя постоянной комиссии Парламентской ассамблеи стран ОДКБ по вопросам обороны и безопасности;
- Руководитель межпарламентской группы по Коллективным силам оперативного реагирования ОДКБ.

С 2016 года директор филиала ОсОО «Газпром Кыргызстан» по г. Ош, Ошской и Баткенской области.

## Дополнительная информация
- Генерал-майор милиции;
- Государственный советник государственной службы 2-го класса;
- Награждён Почётной грамотой Кыргызской Республики;
- Заслуженный юрист Кыргызской Республики;
- Награждён медалями все достоинств МВД Киргизской ССР, МВД СССР;
- Отличник милиции МВД Киргизской ССР, МВД СССР;
- Член-корреспондент Академии проблем безопасности, обороны и правопорядка;